# 요리 영화 목록
다음은 요리와 음식, 음료에 관한 영화 목록이다.

## 요리를 소재로 한 영화
요리와 요리사에 초점을 맞춘 영화의 목록이다.
- 남극의 쉐프 (2009년)
- 더 셰프 (2015년)
- 라따뚜이 (2007년)
- 리틀 포레스트 (2014년, 일본)
- 리틀 포레스트 (2018년, 한국)
- 식객 (2007년)
- 식객: 김치전쟁 (2010년)
- 아메리칸 셰프 (2014년)
- 엘리제궁의 요리사 (2012년)
- 카모메 식당 (2006년)

## 음식과 음료를 소재로 한 영화
요리보다는 음식과 음료, 식재료에 초점을 맞춘 영화의 목록이다.
- 스시 장인: 지로의 꿈 (2011년)
- 앙: 단팥 인생 이야기 (2018년)

## 같이 보기
- 영화 목록